# 川村王
川村王（かわむらおう、生没年不詳）は、奈良時代から平安時代初期にかけての皇族。官位は従四位下・内匠頭。

## 経歴
光仁朝の宝亀8年（777年）无位から従五位下に直叙され、宝亀10年（779年）少納言に任ぜられる。
桓武朝に入ると、延暦元年（782年）阿波守として地方官に転じる。延暦7年（788年）右大舎人頭として京官に復すが、翌延暦8年（789年）備後守に任ぜられ再び地方官を務めた。
その後、従四位下・内匠頭に叙任され、□□正や丹波守を兼帯している。

## 官歴
『六国史』による。
- 宝亀8年（777年） 11月20日：従五位下（直叙）
- 宝亀10年（779年） 11月28日：少納言
- 延暦元年（782年） 閏正月17日：阿波守
- 延暦7年（788年） 2月28日：右大舎人頭
- 延暦8年（789年） 4月14日：備後守
- 延暦9年（790年） 9月6日：従五位上
- 時期不詳：従四位下。内匠頭
- 延暦16年（797年） 2月15日：兼□□正（□は欠字）
- 延暦18年（799年） 正月29日：兼丹波守